# Сен-Эрве
Сен-Эрве́ (фр. Saint-Hervé, брет. Sant-Herve) — коммуна во Франции, находится в регионе Бретань. Департамент — Кот-д’Армор. Входит в состав кантона Мюр-де-Бретань. Округ коммуны — Сен-Бриё.
Код INSEE коммуны — 22300.

## География
Коммуна расположена приблизительно в 390 км к западу от Парижа, в 90 км западнее Ренна, в 27 км к югу от Сен-Бриё.

## Население
Население коммуны на 2016 год составляло 408 человек.
| 1962 | 1968 | 1975 | 1982 | 1990 | 1999 | 2010 | 2016 |
| ---- | ---- | ---- | ---- | ---- | ---- | ---- | ---- |
| 470  | 435  | 378  | 414  | 409  | 397  | 403  | 408  |

## Администрация
| Период | Период | Фамилия         | Партия        | Примечания |
| ------ | ------ | --------------- | ------------- | ---------- |
| 2001   | 2008   | Бернар Этьен    |               |            |
| 2008   | 2014   | Поль Мишель     |               |            |
| 2014   |        | Николь Ле Дилюи | Разные правые | учитель    |

## Экономика
В 2007 году среди 246 человек в трудоспособном возрасте (15—64 лет) 197 были экономически активными, 49 — неактивными (показатель активности — 80,1 %, в 1999 году было 70,7 %). Из 197 активных работали 186 человек (106 мужчин и 80 женщин), безработных было 11 (5 мужчин и 6 женщин). Среди 49 неактивных 16 человек были учениками или студентами, 18 — пенсионерами, 15 были неактивными по другим причинам.